# 鵜島駅
鵜島駅（うしまえき）は、石川県珠洲市宝立町鵜島にあったのと鉄道能登線の駅 (廃駅)である。
蛸島方面の列車は当駅から珠洲市に入っていた。

## 歴史
- 1964年（昭和39年）9月21日：日本国有鉄道（国鉄）能登線の駅として開業[2]。旅客のみを取り扱う無人駅[3]。
- 1987年（昭和62年）4月1日：国鉄分割民営化により西日本旅客鉄道に承継される[1]。
- 1988年（昭和63年）3月25日：のと鉄道への転換により同社能登線の駅となる[1]。
- 2005年（平成17年）4月1日：能登線廃止に伴い廃駅。

## 駅構造
単式ホーム1面1線を有する地上駅。無人駅であり、ホーム上に待合所があるのみ。
ホームは築堤の上にあり、階段を上る必要がある。

## 駅周辺
- 鵜島郵便局
- グループホームとうほうの里

## 廃止後

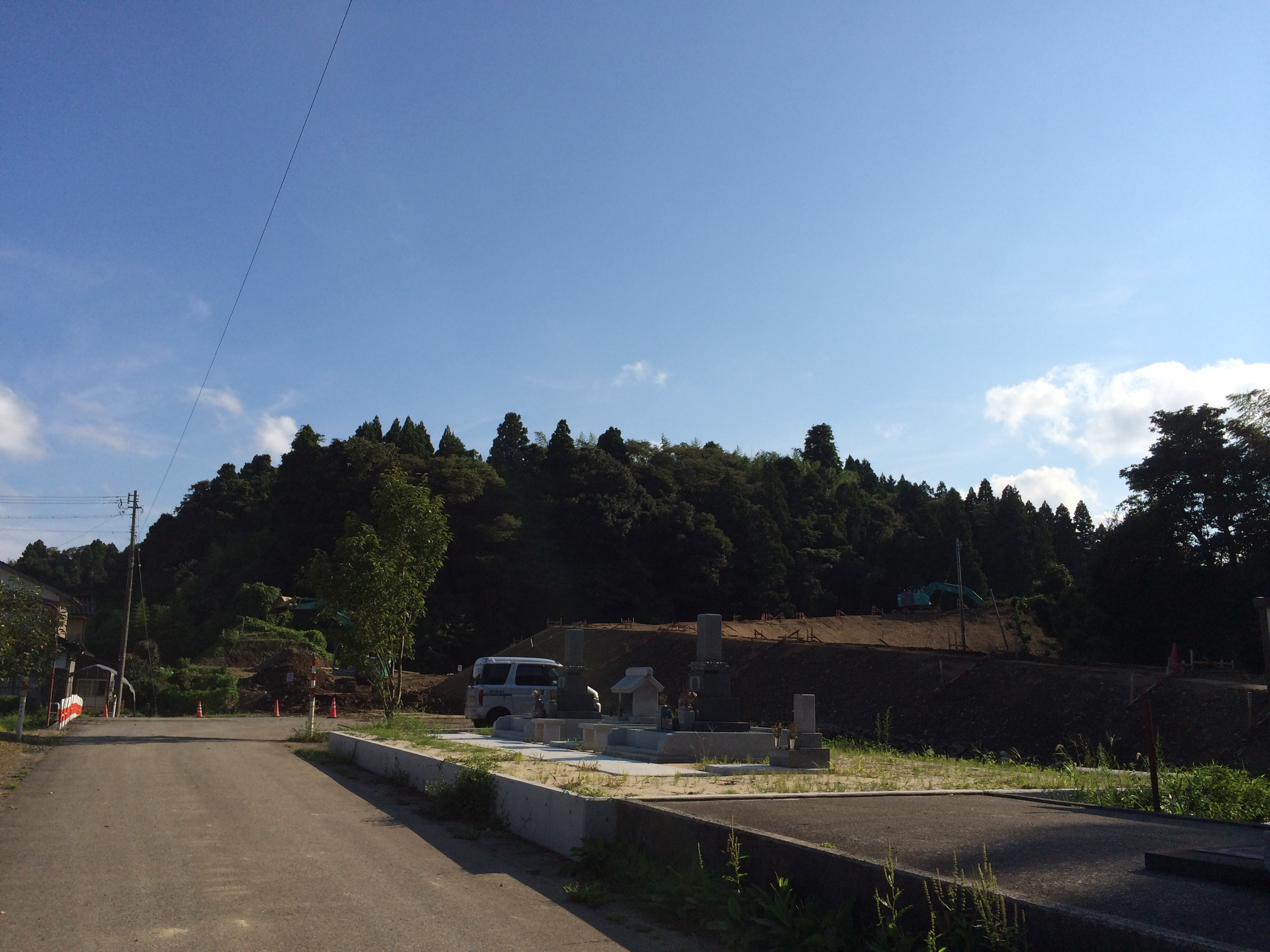
駅跡（2014年9月、道路工事に伴い撤去）

- 山側にある国道249号バイパスへの新道建設に伴い撤去され、跡地は道路などに転用されている[独自研究?]。

## 隣の駅
のと鉄道
能登線
恋路駅 - 鵜島駅 - 南黒丸駅